# خوسيه دي بوستامينت إي غيرا
خوسيه دي بوستامينت إي غيرا هو عسكري وسياسي إسباني، ولد في 1 أبريل 1759 في كورفيرا دي تورانزو في إسبانيا، وتوفي في 10 مارس 1825 في مدريد في إسبانيا.